# Aaron Ciechanower
Aaron Ciechanower (ur. 1 października 1947 w Hajfie) – izraelski biolog, profesor Izraelskiego Instytutu Technicznego Technion w Hajfie.

## Życiorys
Żydowska rodzina naukowca przybyła do Palestyny z terytorium Polski w latach 20. XX w. Nazwisko pochodzi od Ciechanowa, skąd wywodzą się przodkowie ze strony ojca; sam ojciec Aarona urodził się w Mławie.
W Hadassah Medical School na Uniwersytecie Hebrajskim w Jerozolimie w 1971 r. uzyskał tytuł magistra, a w 1973 lub 1974 r. tytuł lekarza. Doktorat obronił w 1981 r. w Technion w Hajfie.

## Wykształcenie i stanowiska
- 1971 magister biochemii
- 1973 lub 1974 dyplom lekarza Wydziału Lekarskiego Uniwersytetu Hebrajskiego w Jerozolimie
- 1973–1976 studia doktorskie z biochemii w Instytucie Technologii Technion w Hajfie
- 1981 stopień doktora
- 1981–1985 staż podoktorski w Massachusetts Institute of Technology w Cambridge, Massachusetts, USA
- od 1986 funkcja Distinguished Research Professor w Technion.

## Członkostwa
Jest członkiem ponad 20 akademii nauk, m.in.
- Polskiej Akademii Medycyny, Rosyjskiej, Amerykańskiej
- Europejskiej Organizacji Biologii Molekularnej (EMBO)
- Papieskiej Akademii Nauk w Watykanie[3]

## Nagrody i wyróżnienia
- 12 tytułów profesora honorowego
- 15 tytułów doktora honoris causa (m.in. w 2011 r. Uniwersytet Warszawski i Politechnika Warszawska nadały mu wspólnie tytuł doktora honoris causa[2]. Podobnie wspólny tytuł doktora honoris causa nadały mu w 2012 r. Uniwersytet Łódzki i Uniwersytet Medyczny w Łodzi[5])
- w 2004 roku, wraz z Awramem Herszko i Irwinem Rose’em, otrzymał Nagrodę Nobla w dziedzinie chemii za odkrycie procesu degradacji białek w komórkach, w którym bierze udział ubikwityna[6][7].

## Wybrane prace
- A Hershko, A Ciechanover, I A Rose, Resolution of the ATP-dependent proteolytic system from reticulocytes: a component that interacts with ATP., „Proceedings of the National Academy of Sciences of the United States of America”, 76 (7), 1979, s. 3107–3110, DOI: 10.1073/pnas.76.7.3107, PMID: 290989, PMCID: PMC383772 [dostęp 2023-06-16] (ang.).
- A Hershko i inni, Proposed role of ATP in protein breakdown: conjugation of protein with multiple chains of the polypeptide of ATP-dependent proteolysis., „Proceedings of the National Academy of Sciences of the United States of America”, 77 (4), 1980, s. 1783–1786, DOI: 10.1073/pnas.77.4.1783 [dostęp 2023-06-16] (ang.).